# Psychologie & Gesellschaftskritik
Psychologie und Gesellschaftskritik ist eine der wenigen kritisch-psychologischen Fachzeitschriften der 1970er Jahre, die nach wie vor existiert. P&G gilt als unorthodoxes Organ kritischer Psychologie, meist rezipiert als diskurs- und impulsgebende Zeitschrift der ›klein-k‹ kritischen Psychologie (im Unterschied zur ›groß-K‹ Kritischen Psychologie der Schule von Klaus Holzkamp).

## Historisches
Psychologie & Gesellschaftskritik wurde 1977 unter dem Titel Psychologie & Gesellschaft von Siegfried Grubitzsch und Günter Rexilius gegründet. Mitherausgeber der ersten Stunde war Peter Mattes, der als einziger der Gründerväter noch im Herausgeberkreis arbeitet. 1979 wurde die Zeitschrift in »Psychologie & Gesellschaftskritik« umbenannt, da es bereits eine Buchreihe unter dem Titel Psychologie & Gesellschaft gab. Zwar als kritisch-psychologische Zeitschrift gegründet, gingen die Autoren von P&G einen anderen Weg als die „Holzkampschule“, indem hier bewusst keine zusammenhaltende Theorie entwickelt wurde, was zur Folge hatte, dass sich die Gruppe um P&G damit der Festlegung auf eine vereinheitlichende Lehrmeinung entzog. Im Gegensatz zu Holzkamps Kritischer Psychologie verlor dabei allmählich die marxistische Gesellschaftstheorie ihre fundamentale Bedeutung. Deshalb lässt sich P&G auch weniger durch theoretische Bestimmungen als über die Themenschwerpunkte charakterisieren, die Knoten kritisch-psychologischer Auseinandersetzungen bildeten. Einige Themencluster (nach Erscheinungszeiträumen):
Psychiatrie, Therapie, Psychosoziale Praxis (1978–80); Psychologie und Politik, Psychologie im Nationalsozialismus (1979/80); Ästhetisches Handeln, Massenkommunikation und Medien (1981); Vermessenheiten, Industrialisierte Psyche (1982); Therapeutische Arbeit, Institutionelle Praxis, Soziale Kontrolle (1983/84); Frauen und Psychologie (ab 1983); Identität, Subjektivität, Subjekt und Politik (1987/89); NS-Zeit, Euthanasie und Modernisierung (1991); Postmoderne Herausforderungen, Konstruktionen, Selbst-Sein (1992/93), Subjektkonstruktionen und Subjektivierung (1996 ff.), die Genderproblematik, Kindheit und Jugend (ab 2002), kritisch-psychoanalytisch inspirierte Themen und Beiträge (ab 2003) – und immer wieder die kritisch-dekonstruktivistische Betrachtung verschiedener Lebens-, Kultur- und institutioneller Bereiche.
Zunehmend machte sich ab den 1990er Jahren der Einfluss poststrukturalistischer und diskursanalytischer Konzepte bemerkbar, weiters eine Orientierung an postmodernistischer Philosophie aus Frankreich und Nordamerika, einschließlich des Sozialen Konstruktionismus. Psychologie & Gesellschaftskritik wurde im deutschsprachigen Raum  zu dem die kritischen Psychologien diversifizierenden Organ. Psychologiekritik versteht sich in der kritischen Psychologie, wie sie in Psychologie & Gesellschaftskritik aufscheint, als wissenschaftliche Dekonstruktion von Macht sowie als Aufspüren von Möglichkeiten, in und um die Psychologie herum anders zu denken, ‚entunterwerfende‘ (Foucault) Diskursarten zu pflegen, sich den Diktaten des wissenschaftlichen Normaldiskurses zu entziehen.
Seit Mitte der 1990er Jahre wird die Zeitschrift von Herausgeberkollektiven wechselnder Zusammensetzung betreut. Zu den Herausgebern gehörten zunächst Personen überwiegend aus bundesrepublikanischem und West-Berliner Milieu, seit 1990 aus deutschen und österreichischen Universitätsinstituten, wo sie mainstream-kritische und alternative Lehre und Forschung betrieben; schwerpunktmäßig aus den Universitäten Bielefeld, Oldenburg, GH Wuppertal, Bremen, FU Berlin, später München, Erlangen-Nürnberg und Wien. Im Laufe der Jahre entwickelte sich Psychologie & Gesellschaftskritik zu einer Zeitschrift, deren Schwerpunktthematiken die Bewegungen kritischer intellektueller Diskurse in und um die Psychologie nachzeichneten, begleiteten und aktiv beeinflussten.
Psychologie & Gesellschaftskritik erscheint als deutschsprachige Zeitschrift mit vier Heften pro Jahrgang; davon meist ein Doppelheft. P&G befindet sich im Jahr 2014 im 38. Jahrgang und wird in diesem Jahr ihr 150stes Themenheft herausgeben. Seit einigen Jahren beteiligt sich P&G am Social Science Open Access Repository (SSOAR) und stellt dort rückwirkend alle in P&G veröffentlichten Beiträge zum Download bereit. Unberücksichtigt bleiben dabei Beiträge, die jünger als zwei Jahre sind.

## Programmatik
Als die „Mainstreampsychologie“ begleitendes und kritisierendes Organ ist P&G bemüht, den Bestrebungen der Standardisierung des psychologischen Wissens durch eine einseitig naturwissenschaftliche Methode entgegenzutreten. Dabei stützt sich P&G auf Ansätze kritischer Psychologie aus dem angelsächsischen Bereich, die sich dort erfolgreich etabliert haben, auf Diskurstheorie und -analyse, narrative und (de-)konstruktivistische Ansätze, Science and Technology Studies, Geschlechterforschung sowie eine „Psychoanalyse jenseits der Couch“. P&G publiziert vorwiegend theoretische aber auch empirische Beiträge, die auf qualitativer Sozialforschung beruhen.

## Peer-Review
P&G ist eine peer-reviewte Fachzeitschrift. Die eingereichten Manuskripte werden in erster Instanz von den Herausgebern auf inhaltliche Passung zur Heftlinie überprüft und in zweiter Instanz an zwei Gutachter zum peer-review übergeben. Die Gutachter sind zum einen externe Personen und/oder aus dem Herausgeberkreis. Die Letztentscheidung auf Basis der Gutachten obliegt den Herausgebern.

## Herausgeber
- Markus Brunner, Wien
- Charlotte Busch, Frankfurt a. M.
- Katharina Hametner, Wien
- Anike Krämer, Paderborn
- Peter Mattes, Berlin/Wien
- Nora Ruck, Wien/Toronto
- Tom David Uhlig, Frankfurt a. M.

Ehemalige Herausgeber:
- Lars Allolio-Näcke
- Siegfried Grubitzsch
- Günter Rexilius
- Ali Wacker
- Helga Bamberger
- Christiane Schmerl
- Frank Nestmann
- Norbert W. Geib
- Klaus-Jürgen Bruder
- Adam Zurek
- Wolfgang Deubelius
- Ruth Großmaß
- Klaus Weber
- Jutta A. Metzger
- Birgit Müller
- Tamara Musfeld
- Ralf Quindel
- Markus Fellner
- Susan Petzold
- Karoline Tschuggnall
- Carola Stender
- Lisa Schönberg
- Ulrich Kobbé
- Barbara Zielke